# Martin Rehborn
Martin Rehborn (* 27. Juni 1956) ist ein deutscher Rechtsanwalt und Rechtswissenschaftler, der vorwiegend auf den Gebieten des Medizin- und Gesundheitsrechts tätig ist.

## Leben
Nach dem Abitur am  Max-Planck-Gymnasium in Dortmund studierte Rehborn zunächst ab 1975 an der Ruhr-Universität Bochum, sodann ab 1977 an der Rheinischen Friedrich-Wilhelms-Universität Bonn Rechtswissenschaften. Seitdem ist er Mitglied der katholischen Studentenverbindungen KDStV Saxo-Thuringia Bochum und KDStV Bavaria Bonn. 1980 legte er das Erste juristische Staatsexamen, 1983 nach Absolvierung des juristischen Vorbereitungsdienstes als Rechtsreferendar das Zweite juristische Staatsexamen ab. Seit 1983 ist Rehborn als Rechtsanwalt niedergelassen. 1985 promovierte ihn die Ruhr-Universität Bochum mit einer von Peter J. Tettinger betreuten Arbeit zum Dr. iur. 2005 wurde er zum Fachanwalt für Medizinrecht ernannt. Nach langjähriger Tätigkeit als Seniorpartner und geschäftsführender Gesellschafter der Gesellschaft bürgerlichen Rechts "
„rehborn.rechtsanwälte“ in Dortmund schloss er sich zum 1. September 2023 gemeinsam mit weiteren Kollegen Rödl & Partner an.
Von 1992 bis 1995 war Rehborn Lehrbeauftragter für Medizinrecht der Universität Leipzig. Seit 2003 lehrt er an der juristischen Fakultät der Universität zu Köln Gesundheitsrecht. Im Jahr 2009 wurde er dort zum Honorarprofessor ernannt.
Seit 1998 – seit 2010 als Vorsitzender – gehörte Rehborn dem Verwaltungsrat der Kath.St.-Johannes-Gesellschaft Dortmund gGmbH (Kranken- und Pflegeeinrichtungen) an; seit 2015 fungierte er zudem als Vorsitzender des Verwaltungsrates ihrer Tochtergesellschaft, der St. Marien-Hospital Hamm gGmbH. Mit dem Zusammenschluss katholischer Krankenhäuser in Dortmund, Hamm, Schwerte, Castrop-Rauxel, Lünen und Werne/Lippe zur Kath. St. Paulus GmbH im Jahr 2021 wurde er in deren Aufsichtsrat berufen und zu dessen Vorsitzendem gewählt.
Rehborn ist zudem Gründungs- und Mitherausgeber der seit 2002 erscheinenden juristischen Fachzeitschrift GesundheitsRecht (GesR), ferner seit 2002 Mitglied des Herausgeberbeirats der Monatsschrift für Deutsches Recht (MDR).
Rehborn ist verheiratet, hat zwei Kinder und drei Enkelkinder; er lebt in Dortmund.

## Weitere Funktionen und Mitgliedschaften (Auswahl)
- Mitglied der Wissenschaftlichen Vereinigung deutschsprachiger Medizinrechtslehrer und Medizinrechtslehrerinnen
- Mitglied des Deutschen Sozialrechtsverbandes e.V.
- Mitglied der Deutschen Gesellschaft für Medizinrecht e.V. (DGMR)
- Mitglied der Deutschen Gesellschaft für Kassenarztrecht e.V.
- Mitglied der Gesellschaft für Recht und Politik im Gesundheitswesen e.V. (RPG)
- Mitglied der Gesellschaft zur Förderung der sozialrechtlichen Forschung e.V.
- Mitglied (seit 2005) bzw. Vorsitzender (seit 2015) des Fachausschusses "Medizinrecht" der Rechtsanwaltskammer Hamm[5]
- Mitglied des Wissenschaftlichen Beirats des Instituts für Medizinrecht (IMR) an der Bucerius Law School Hamburg[6]

## Veröffentlichungen (Auswahl)
- Rechtsfragen der Schulbuchprüfung, 1986 (zugl Diss. Bochum 1985)
- Kommentierung von Art. 74 Abs. 1 Nr. 19 GG („Maßnahmen gegen gemeingefährliche oder übertragbare Krankheiten bei Menschen und Tieren, Zulassung zu ärztlichen und anderen Heilberufen und zum Heilgewerbe sowie das Recht des Apothekenwesens, der Arzneien, der Medizinprodukte, der Heilmittel, der Betäubungsmittel und der Gifte“) (2012), Art. 74 Abs. 1 Nr. 19a GG ("die wirtschaftliche Sicherung der Krankenhäuser und die Regelung der Krankenhauspflegesätze") (2010), Art. 74 Abs. 1 Nr. 26 GG („medizinisch unterstützte Erzeugung menschlichen Lebens, die Untersuchung und die künstliche Veränderung von Erbinformationen sowie Regelungen zur Transplantation von Organen, Geweben und Zellen“) (2013), in: Friauf/Höfling (Hrsg.), Berliner Kommentar zum Grundgesetz
- Arzt Patient Krankenhaus, 3. Aufl. 2000
- Die Arztpraxis in Krise und Insolvenz (gemeinsam mit van Zwoll/Mai/Eckhardt), 2007
- Krankenhausbehandlungsvertrag, in: Huster/Kaltenborn (Hrsg.), Krankenhausrecht, 2. Aufl. 2017
- Heimversorgung und Apotheke (gemeinsam mit Räth/Herzog), 3. Aufl. 2019
- Arzthaftung, in: Vorwerk (Hrsg.), Das Prozessformularbuch, 12. Aufl. 2024
- Mitherausgeber (gemeinsam mit Berchtold/Huster) und Mitautor von: Gesundheitsrecht, Kommentar zum SGB V und SGB XI, 2. Aufl. 2018
- Kommentierung der Muster-Berufsordnung-Ärzte (MBOÄ) – mit Ausnahme der gesellschaftsrechtlichen Vorschriften –, in: D. Prütting, Kommentar Medizinrecht, 7. Aufl. 2025
- Mitherausgeber (gemeinsam mit Laufs/Kern) und Mitautor von: Handbuch des Arztrechts, 5. Aufl. 2019
- Kommentierung der §§ 630a bis 630h BGB ("Behandlungsvertrag") (gemeinsam mit Gescher), in: Erman (Hrsg.), Bürgerliches Gesetzbuch, Kommentar, 17. Aufl. 2023